# Bjørn Maars Johnsen
Bjørn Maars Johnsen, född 6 november 1991, är en norsk fotbollsspelare som spelar för CF Montréal i Major League Soccer.

## Klubbkarriär
Den 3 februari 2021 värvades Johnsen av kanadensiska Major League Soccer-klubben CF Montréal.

## Landslagskarriär
Johnsen debuterade för Norges landslag den 10 juni 2017 i en 1–1-match mot Tjeckien, där han blev inbytt i den 71:a minuten mot Alexander Søderlund.